# Maria Block
Maria Elisabeth Block, född 24 augusti 1963, är en svensk arkitekt. 
Block har intresserat sig för ekologisk byggnadsteknik och hållbart byggande. Hon gav tillsammans med Varis Bokalders ut boken Byggekologi (1997) som sedan kommit ut i fyra nya upplagor 2004–2023.